# Robbinsdale
Robbinsdale è un comune degli Stati Uniti d'America, situato in Minnesota, nella contea di Hennepin.